# 藤原長道
藤原 長道（ふじわら の ながみち）は、奈良時代の貴族。藤原南家、右大臣・藤原豊成の孫で、丹後守・藤原良因（武良自）の子。官位は従五位上・右衛門権佐。

## 経歴
天平神護3年（767年）正六位上から従五位下に叙爵し、翌神護景雲2年（768年）左衛士佐に任ぜられる。
大判事を経たのち、光仁天皇即位後間もない宝亀元年12月（771年1月）に讃岐員外介を兼任、翌宝亀2年（770年）には美濃員外介に転ずるなど、光仁朝初頭は地方官を歴任した。宝亀5年（774年）主税頭に任ぜられ京官に復する。のち、従五位上・右衛門権佐に至る。

## 官歴
註釈のないものは『続日本紀』による。
- 天平神護3年（767年） 正月18日：従五位下
- 神護景雲2年（768年） 2月18日：左衛士佐
- 時期不明：大判事
- 宝亀元年（770年） 12月28日[2]：讃岐員外介
- 宝亀2年（771年） 5月14日：美濃員外介
- 宝亀5年（774年） 9月4日：主税頭
- 時期不明：従五位上[1]
- 時期不明：右衛門権佐[1]

## 系譜
- 父：藤原良因
- 母：従五位上○○（氏名不詳）の娘
- 妻：縣犬養御鎮奈保の娘
  - 男子：藤原根乙麻呂
- 妻：藤原魚名の娘
  - 男子：藤原柄継
- 妻：生母不詳の子女
  - 男子：藤原都麻呂
  - 男子：藤原助継
  - 男子：藤原鷹養（?-814?）